# Лейкотриены
Лейкотрие́ны — органические соединения, группа липидных высокоактивных веществ, образующаяся в организме из арахидоновой кислоты, содержащей 20-членную углеродную цепь. Подкласс лейкотриенов, вместе с простаноидами, входит в класс эйкозаноидов. Один из основных эффектов лейкотриенов — бронхоспазм — лежит в основе патогенеза бронхиальной астмы.

## История
В 1938 году Киллвэй и Фелдберг, при исследовании воздействия яда кобры на лёгкие морских свинок, случайно обнаружили в лёгочном перфузате неизвестное ранее вещество, обладающее бронхоконстрикторным действием. Бронхоспазм, развивавшийся под воздействием этого неизвестного вещества, отличался от вызванной гистамином бронхоспастической реакции медленным развитием и большей продолжительностью. В связи с этим учёные назвали это вещество медленнореагирующей субстанцией анафилаксии (сокращенно МРСА, англ. slow reacting substance).
В 1960 году Броклхёрст выделил МРСА из лёгочной ткани больного бронхиальной астмой после проведения ингаляционной провокации с аллергеном. Этим исследованием он подтвердил, что МРСА обладает выраженным бронхоконстрикторным действием и является важным медиатором в развитии аллергического воспаления у больных БА.
В конце 1970-х годов была расшифрована структура молекулы МРСА. В исследованиях Бенгта Самуэльсона и его сотрудников было показано, что МРСА представляет собой неоднородную химическую структуру, относящуюся к семейству липидных медиаторов. Впервые эти медиаторы были выделены из лейкоцитов и характеризовались наличием конъюгированной триеновой структуры. В связи с этим выделенные вещества были названы «лейкотриенами» (ЛТ).
В настоящее время идентифицированы ЛТА4, ЛТВ4, ЛТС4, ЛТD4, ЛТE4, ЛТF4. Среди них выделяют 2 подгруппы лейкотриенов: к первой относят ЛТC4, ЛТD4, ЛТE4 и ЛТF4, они содержат в боковой цепи пептидные остатки, ко второй относят ЛТВ4, имеющий другое строение.

## Синтез
Как было сказано выше, лейкотриены образуются из арахидоновой кислоты, которая, в свою очередь, отщепляется от фосфолипидов цитоплазматической мембраны, с помощью фермента фосфолипаза A2.
Далее арахидоновая кислота может трансформироваться двумя путями: под влиянием ЦОГ она превращается в простаноиды, а под влиянием липоксигеназной ферментной системы в лейкотриены.
Липоксигеназная ферментная система относится к растворимым цитозольным ферментам, они обнаружены в цитоплазме альвеолярных макрофагах, тромбоцитах, тучных клетках и лейкоцитах. Наиболее важным среди ферментов этой системы является 5-липоксигеназа (5-ЛОГ). Активация перечисленных клеток приводит к перемещению 5-ЛОГ к мембране ядерного аппарата и связыванию со специфическим белком — 5-ЛОГ-активирующим протеином (5-ЛОГ-АП). 5-ЛОГ-АП является кофактором при взаимодействии арахидоновой кислоты и 5-ЛОГ. Таким образом, арахидоновая кислота под воздействием комплекса 5-ЛОГ + 5-ЛОГ-АП превращается в нестабильное соединение 5-гидропероксиэйкозатетраеновую кислоту (5-HPETE), из которой в свою очередь образуется ЛТА4. Обе эти реакции катализируются активированной 5-ЛОГ, расположенной на перинуклеарной мембране.
Далее ЛТА4 может превращаться двумя путями: либо при участии цитозольного фермента ЛТА4-гидролазы в ЛТВ4, либо под воздействием ЛТС4-синтетазы с образованием цисЛТС4. ЛТС4 выходит во внеклеточное пространство и далее с помощью g-глутамилтрансептидазы превращается в ЛТD4, который затем под влиянием дипептидазы образует ЛТЕ4. ЛТЕ4 является субстратом для образования ЛТF4.

## Химическое строение
Лейкотриены являются производными арахидоновой кислоты. Последняя является полиненасыщенной кислотой, содержащей 20 атомов углерода, из которых 1-й входит в состав карбоксильной группы (-COOH). Молекула арахидоновой кислоты также содержит 4 двойные связи: первая расположена между 5 и 6 атомом углерода (счет их ведется от -COOH), вторая — между 8 и 9, третья — между 11 и 12, четвёртая — между 14 и 15.
Известно 6 типов лейкотриенов — А, В, С, D, Е и F. Их объединяет — с точки зрения химического строения — наличие карбоксильной группы, общее число атомов углерода в основной цепочке (20) и наличие 4 двойных связей (поэтому после написания названия лейкотриена, указывают индекс 4). Тем не менее, каждая молекула лейкотриенов имеет свои особенности:
- ЛТА4 — его 4 двойные связи расположены следующим образом: первая — между 7 и 8 атомом углерода, вторая — между 9 и 10, третья — между 11 и 12, четвёртая — между 14 и 15. Кроме того, к 5 и 6 атомам углерода присоединяется одна эпоксидная группа.
- ЛТВ4 — его 4 двойные связи расположены иначе: первая — между 6 и 7 атомом углерода, вторая — между 8 и 9, третья — между 10 и 11, четвёртая — между 14 и 15. Кроме того, к 5 и 13 атомам углерода присоединяются гидроксильные группы.
- ЛТС4 — также отличается расположением 4 двойных связей: первая — между 7 и 8 атомом углерода, вторая — между 9 и 10, третья — между 11 и 12, четвёртая — между 13 и 14. Кроме того, к 5-му атому углерода присоединяются гидроксильная группа, а к шестому глутатион, через сульфидную группу цистеина.
- ЛТD4 — очень похож на лейкотриен С4, но он образуется при отщеплении от глутатиона одной аминокислоты — глутамата. Поэтому его боковая пептидная цепочка именуется цистеинилглицином.
- ЛТE4 — образуется из ЛТD4, после того как его пептидная цепь лишается ещё одной аминокислоты — глицина.
- ЛТF4 — очень похож на лейкотриен С4, но он образуется при отщеплении от глутатиона глицина. Поэтому его боковая пептидная цепочка именуется γ-глутамилцистеином).[1]

Таким образом, по химическому строению, можно выделить две группы лейкотриенов:
- 1 группа — «пептидные (цистеиновые) лейкотриены», к ним относят ЛТС4, ЛТD4, ЛТЕ4, ЛТF4.
- 2 группа — лейкотриены, без пептидов: ЛТА4, ЛТВ4.

## Роль в организме

### Лейкотриеновые рецепторы
Выделяют три основных типа рецепторов лейкотриенов. Причём два из них модулируются «пептидными лейкотриенами»:
- «Пептидные лейкотриены» модулируют специфические рецепторы, сопряженные с G-белком. Их обозначают CysLT-R. В настоящее время выделяют 2 типа CysLT. Взаимодействие лейкотриенов с рецепторами 1 типа (CysLT1) определяет спектр их основных эффектов (бронхоспазм). Связывание ЛТ с рецепторами 2 типа (CysLT2) изменяет тонус и проницаемость сосудов.
- Лейкотриен B4 модулирует другой тип рецепторов — BLT1- и BLT2-рецепторы (другое название LTB4-рецепторы).

### Основные эффекты
- ЛТB4 — опосредует хемотаксис, экссудацию плазмы, сокращение паренхимы лёгких, участие в иммунных ответах.
- ЛТC4, ЛТD4, ЛТE4 являются основными компонентами МРСА, поэтому в первую очередь эта группа лейкотриенов относится к мощным бронхоконстрикторам. Также эти лейкотриены способны повышать тонус гладких мышц ЖКТ, опосредовать экссудацию плазмы и сокращение паренхимы лёгких.

### Роль в патологии
- Лейкотриены участвуют в патогенезе бронхиальной астмы. Вместе с гистамином и простагландинами лейкотриены относятся к медиаторам ранней фазы аллергической реакции немедленного типа. В результате действия гистамина возникает мгновенный и кратковременный бронхоспазм, лейкотриены же вызывают отсроченный и более длительный бронхоспазм.[источник не указан 1848 дней]
- Лейкотриены ответственны за развитие так называемого аспиринового бронхоспазма, возникающий при приёме неселективных НПВС: аспирин и др.[3] Аспириновый бронхоспазм развивается следующим образом: фермент ЦОГ, которую ингибируют НПВС, катализирует реакцию превращения арахидоновой кислоты в циклический эндопероксид ПГ H2. Это ведёт к тому, что синтез ПГ резко уменьшается, а на этом фоне преобладающими станут лейкотриены. Однако активность фосфолипазы A2 остаётся неизменной, соответственно арахидоновой кислоты отщепляется от фосфолипидов цитоплазматической мембраны столько же, сколько и в норме. Если в физиологических условиях арахидоновая кислота равномерно распределялась, поступая на синтез и ПГ и ЛТ, то при ингибировании ЦОГ она целиком и полностью будет поступать на синтез лейкотриенов. Таким образом, при использовании неселективных НПВС в тканях человека будет не просто вакатное (лат. vacuus — пустой) преобладание ЛТ, но они будут синтезироваться интенсивнее, чем в норме. ЛТC4, ЛТD4, ЛТE4 входят в комплекс МРСА, которая порождает бронхоспазм.[источник не указан 1848 дней]

## Возможности фармакологической коррекции эффектов
- В настоящее время разработаны и успешно используются антагонисты CysL-R1: монтелукаст, зафирлукаст и пранлукаст (на 2022 год только монтелукаст зарегистрирован в РФ). Препараты могут использоваться в виде монотерапии у больных лёгкой персистирующей бронхиальной астмой. У больных со среднетяжёлым и тяжёлым течением заболевания антагонисты CysLT-R1 используют в качестве дополнительной терапии в комбинации с ингаляционными глюкокортикоидами (ИГКС) с целью уменьшения дозы ИГКС и достижения полного контроля астмы. Отмечено также их положительное влияние на течение аспириновой БА у больных с непереносимостью нестероидных противовоспалительных препаратов.
- Созданы ингибиторы биосинтеза лейкотриенов, подавляющие активность фермента 5-ЛОГ: зилеутон (на 2022 год не зарегистрирован в РФ). Установлено, что этот препарат оказывает бронхорасширяющее действие (его начало в течение 2-х часов, продолжительность — 5 часов после приема) и предупреждает развитие бронхоспазма, вызываемого аспирином и холодным воздухом.
- В экспериментах созданы блокаторы 5-ЛОГ-активирующего протеина и рецепторов ЛТB4.

Таким образом, можно выделить 4 точки приложения препаратов:
1. Прямые ингибиторы 5-ЛОГ (зилеутон, Z-D2138, АВТ-761),
2. Ингибиторы 5-ЛОГ-АП предупреждающие связывание этого мембраносвязанного белка с арахидоновой кислотой (МК-0591, МК-886, BAYxl005 и др.),
3. Антагонисты CysLT-R (зафирлукаст, монтелукаст, пранлукаст и др.),
4. Антагонисты рецепторов лейкотриенов В4 (U-75, 302).[4]